# Bahnstrecke Berlin-Wannsee–Stahnsdorf
| Friedhofsbahn nördlich von Dreilinden, 2006 |                                                |                                          |                                          |
| Streckennummer (DB): | 6038                                           |                                          |                                          |
| Kursbuchstrecke: | 94 (1934) 104a (Bln-Wannsee – Dreilinden 1946) |                                          |                                          |
| Streckenlänge: | 4,2 km                                         |                                          |                                          |
| Spurweite: | 1435 mm (Normalspur)                           |                                          |                                          |
| Stromsystem: | 800 V =                                        |                                          |                                          |
| Maximale Neigung: | 10 ‰                                           |                                          |                                          |
| Minimaler Radius: | 300 m                                          |                                          |                                          |
| Streckengeschwindigkeit: | 70 km/h                                        |                                          |                                          |
| |                                                |                                          |                                          |
| \| \| \| von Bln-Zehlendorf und von Bln-Grunewald \| \| \| \| 0,000 \| Berlin-Wannsee \| Berlin-Wannsee \| \| \| \| nach Potsdam \| \| \| \| \| nach Seddin \| \| \| \| 1,155 \| Kurfürstenweg \| Kurfürstenweg \| \| \| 1,355 \| Gestellweg \| Gestellweg \| \| \| 1,850 \| Königsweg \| Königsweg \| \| \| \| Landesgrenze Berlin / Brandenburg \| \| \| \| \| ehemalige Trasse der A 115 (um 1940) \| \| \| \| \| Stammbahn \| \| \| \| \| Teerofendamm \| \| \| \| 2,293 \| Dreilinden \| Dreilinden \| \| \| 2,610 \| Stolper Weg \| Stolper Weg \| \| \| \| Teltowkanal \| \| \| \| \| heutige Trasse der A 115 (1969 gebaut) \| \| \| \| 3,159 \| Uferweg \| Uferweg \| \| \| 3,540 \| Teerofenstraße \| Teerofenstraße \| \| \| 3,890 \| Alte Potsdamer Landstraße \| Alte Potsdamer Landstraße \| \| \| 4,293 \| Stahnsdorf \| Stahnsdorf \| \| \| \| nach Teltow Stadt (ehem. Planung) \| \| |                                                |                                          |                                          |
| Strecke · Strecke |                                                | von Bln-Zehlendorf und von Bln-Grunewald | von Bln-Zehlendorf und von Bln-Grunewald |
| S-Bahnhof · Bahnhof | 0,000                                          | Berlin-Wannsee                           | Berlin-Wannsee                           |
| Abzweig ehemals geradeaus und nach rechts · Strecke |                                                | nach Potsdam                             | nach Potsdam                             |
| Kreuzung geradeaus oben (Strecke geradeaus außer Betrieb) · Strecke nach rechts |                                                | nach Seddin                              | nach Seddin                              |
| Brücke (Strecke außer Betrieb) | 1,155                                          | Kurfürstenweg                            | Kurfürstenweg                            |
| Brücke (Strecke außer Betrieb) | 1,355                                          | Gestellweg                               | Gestellweg                               |
| Strecke mit Straßenbrücke (Strecke außer Betrieb) | 1,850                                          | Königsweg                                | Königsweg                                |
| Grenze (Strecke außer Betrieb) |                                                | Landesgrenze Berlin / Brandenburg        | Landesgrenze Berlin / Brandenburg        |
| Strecke mit Straßenbrücke (Strecke außer Betrieb) |                                                | ehemalige Trasse der A 115 (um 1940)     | ehemalige Trasse der A 115 (um 1940)     |
| Kreuzung geradeaus unten (Strecken außer Betrieb) |                                                | Stammbahn                                | Stammbahn                                |
| Strecke mit Straßenbrücke (Strecke außer Betrieb) |                                                | Teerofendamm                             | Teerofendamm                             |
| S-Bahn-Halt (Strecke außer Betrieb) | 2,293                                          | Dreilinden                               | Dreilinden                               |
| Strecke mit Straßenbrücke (Strecke außer Betrieb) | 2,610                                          | Stolper Weg                              | Stolper Weg                              |
| Brücke über Wasserlauf (Strecke außer Betrieb) |                                                | Teltowkanal                              | Teltowkanal                              |
| Strecke (außer Betrieb) |                                                | heutige Trasse der A 115 (1969 gebaut)   | heutige Trasse der A 115 (1969 gebaut)   |
| Brücke (Strecke außer Betrieb) | 3,159                                          | Uferweg                                  | Uferweg                                  |
| Strecke mit Straßenbrücke (Strecke außer Betrieb) | 3,540                                          | Teerofenstraße                           | Teerofenstraße                           |
| Strecke mit Straßenbrücke (Strecke außer Betrieb) | 3,890                                          | Alte Potsdamer Landstraße                | Alte Potsdamer Landstraße                |
| S-Bahnhof (Strecke außer Betrieb) | 4,293                                          | Stahnsdorf                               | Stahnsdorf                               |
| |                                                | nach Teltow Stadt (ehem. Planung)        |                                          |

Die Bahnstrecke Berlin-Wannsee–Stahnsdorf, auch Friedhofsbahn, war eine eingleisige Hauptbahn in Berlin und Brandenburg. Die 1913 eröffnete Strecke war von Beginn an in das Netz der Berliner Stadt-, Ring- und Vorortbahnen – der heutigen Berliner S-Bahn – integriert. Sie führte vom Bahnhof Wannsee über Dreilinden zum Bahnhof Stahnsdorf und diente vor allem zur Anbindung des dortigen Südwestkirchhofs. 1928 wurde die Strecke im Rahmen der „Großen Stadtbahn-Elektrisierung“ mit Gleichstrom und Stromzuführung über seitliche Stromschiene elektrifiziert. Von 1945 bis 1948 war die Strecke infolge der Sprengung der Teltowkanalbrücke betrieblich unterbrochen. Mit dem Mauerbau am 13. August 1961 stellte die Deutsche Reichsbahn den Verkehr auf der von West-Berlin in die DDR führenden Verbindung ein.

## Streckenbeschreibung
Die Strecke wurde als eingleisige Hauptbahn ausgeführt, bei der Trassierung war der spätere Einbau eines zweiten Gleises berücksichtigt worden. Sie beginnt am Bahnhof Wannsee in Verlängerung von Gleis 4 und verlässt den Bahnhof in südwestlicher Richtung. Unmittelbar hinter der Ausfahrt überquerte sie in einem Linksbogen das abgebaute stadteinwärts führende Gleis der Stadtbahn und die Ferngleise der Wetzlarer Bahn und verlief in südöstlicher Richtung durch die Parforceheide. Mit Ausnahme eines leichten Linksbogens kurz vor Stahnsdorf ist die Strecke im weiteren Verlauf geradlinig. Nördlich von Dreilinden, wo der einzige Zwischenhalt (52° 24′ 19″ N, 13° 10′ 35,7″ O) entstand, unterquerte die Strecke die nach 1945 demontierte Stammbahn. Sämtliche Wegekreuzungen sind niveaufrei als Über- oder Unterführung ausgeführt. Insgesamt weist die Strecke außerhalb des Bahnhofs Berlin-Wannsee zwölf Kreuzungen auf. Um das notwendige Gefälle einzuhalten, verläuft die Strecke aufwändig trassiert in Dammlage oder im Einschnitt. Das größte Ingenieurbauwerk war die 2018 abgebaute Brücke über den Teltowkanal mit einer Spannweite von 62 Metern.
Für die Inbetriebnahme der Strecke wurde das alte mechanische Stellwerk Ws in Wannsee auf elektromechanische Sicherungsanlagen umgerüstet. Stahnsdorf erhielt ein mechanisches Stellwerk. Zwischen beiden Betriebsstellen war kein Streckenblock eingerichtet. Am 15. August 1929 nahm die Reichsbahn die Blockstelle Dreilinden in Betrieb. Die Strecke erhielt gleichzeitig Felderblock der Form A mit sieben Feldern.

## Geschichte

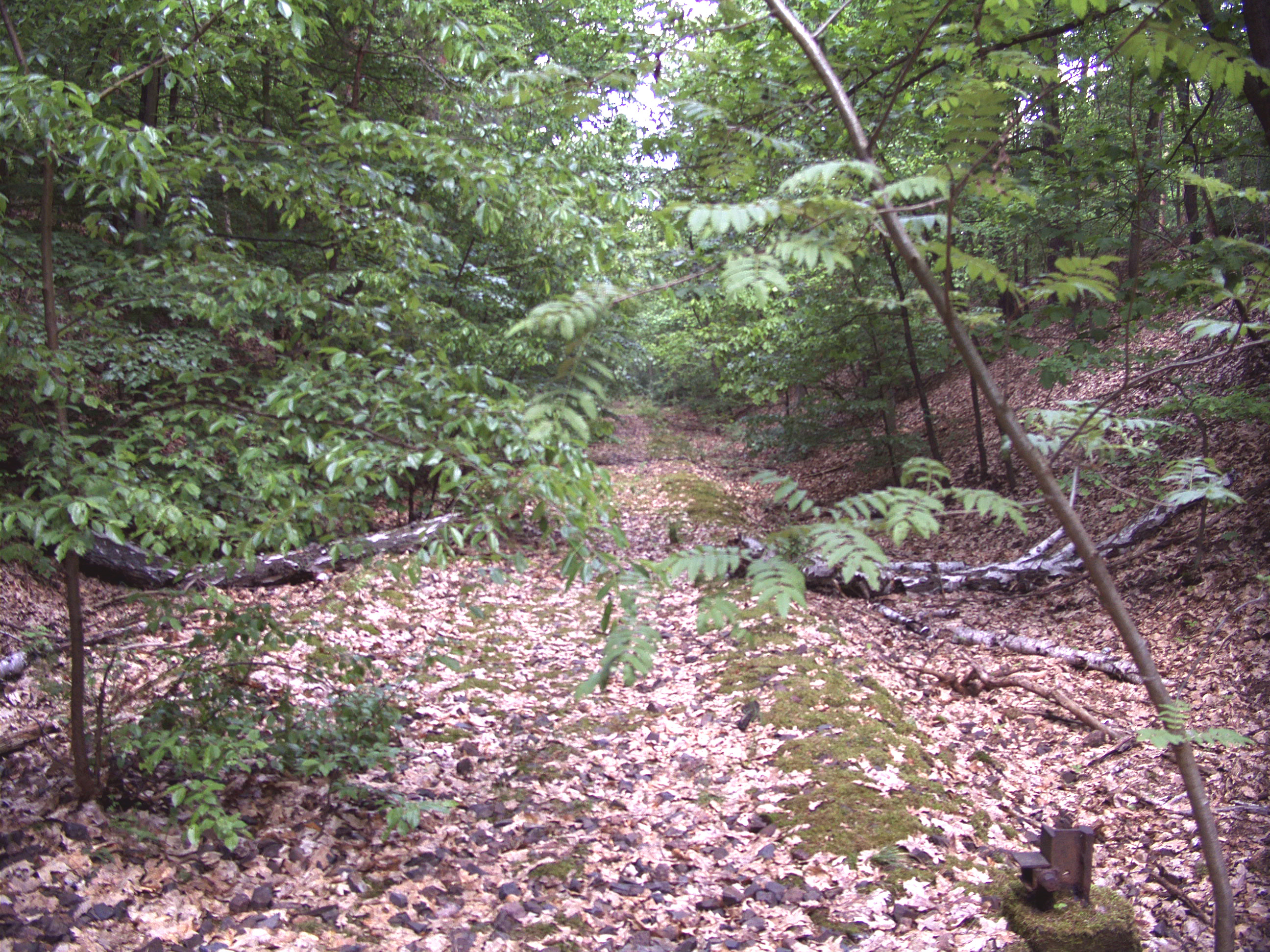
Ehemalige Trasse nördlich des Königswegs, 2006

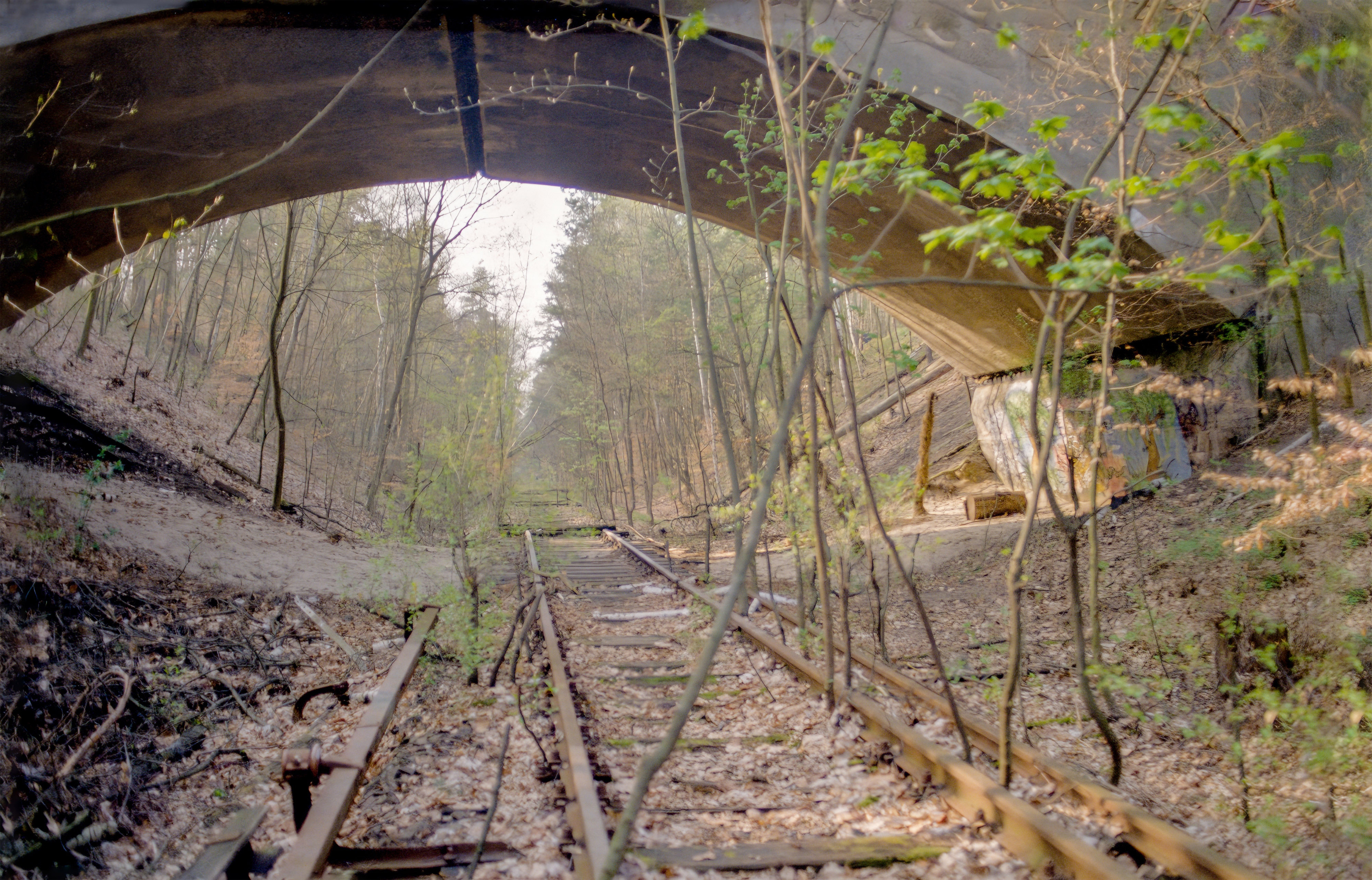
Gleisreste in Höhe des Königswegs, 1992

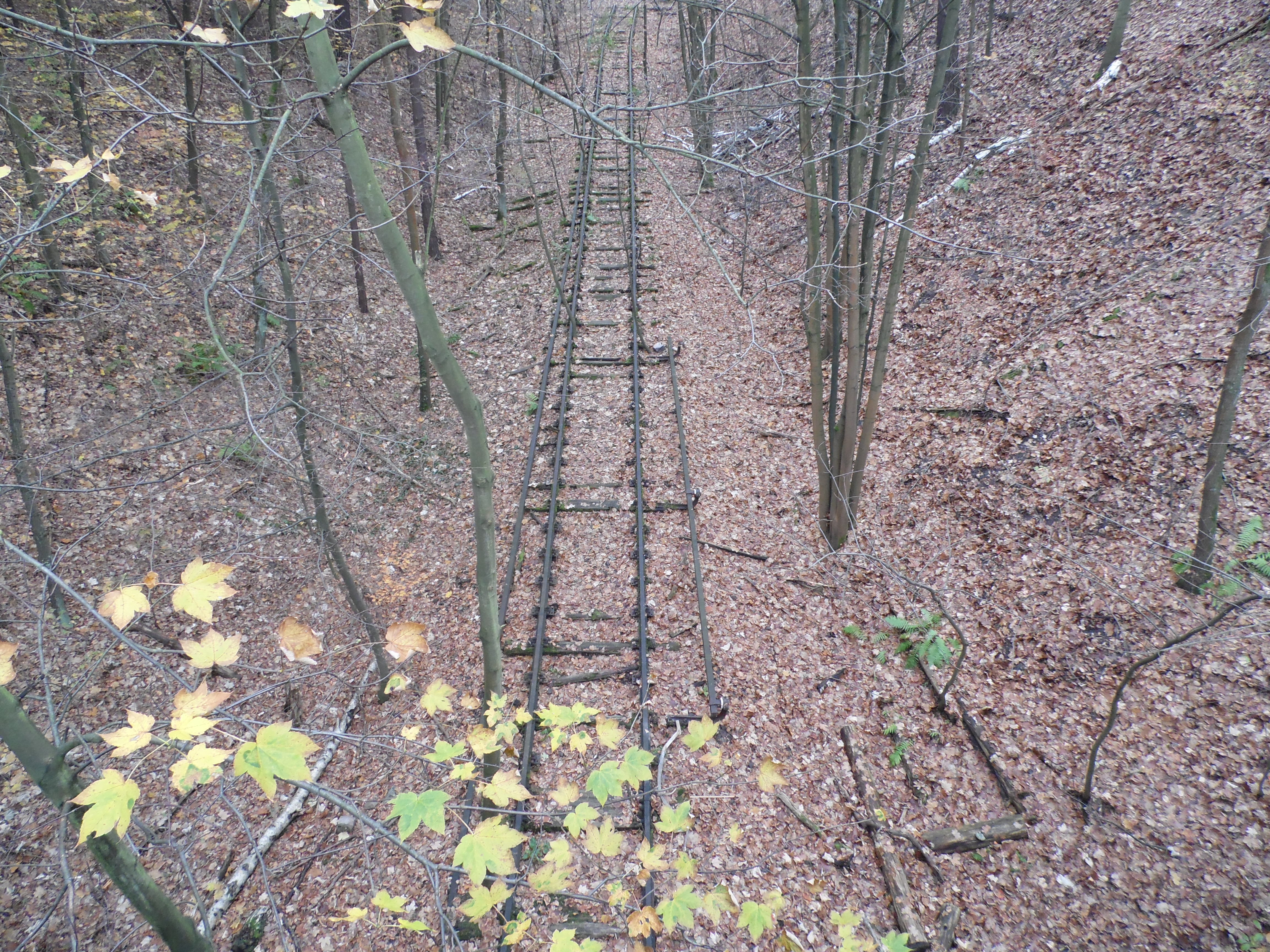
Gleisreste in Höhe des Königswegs, 2013

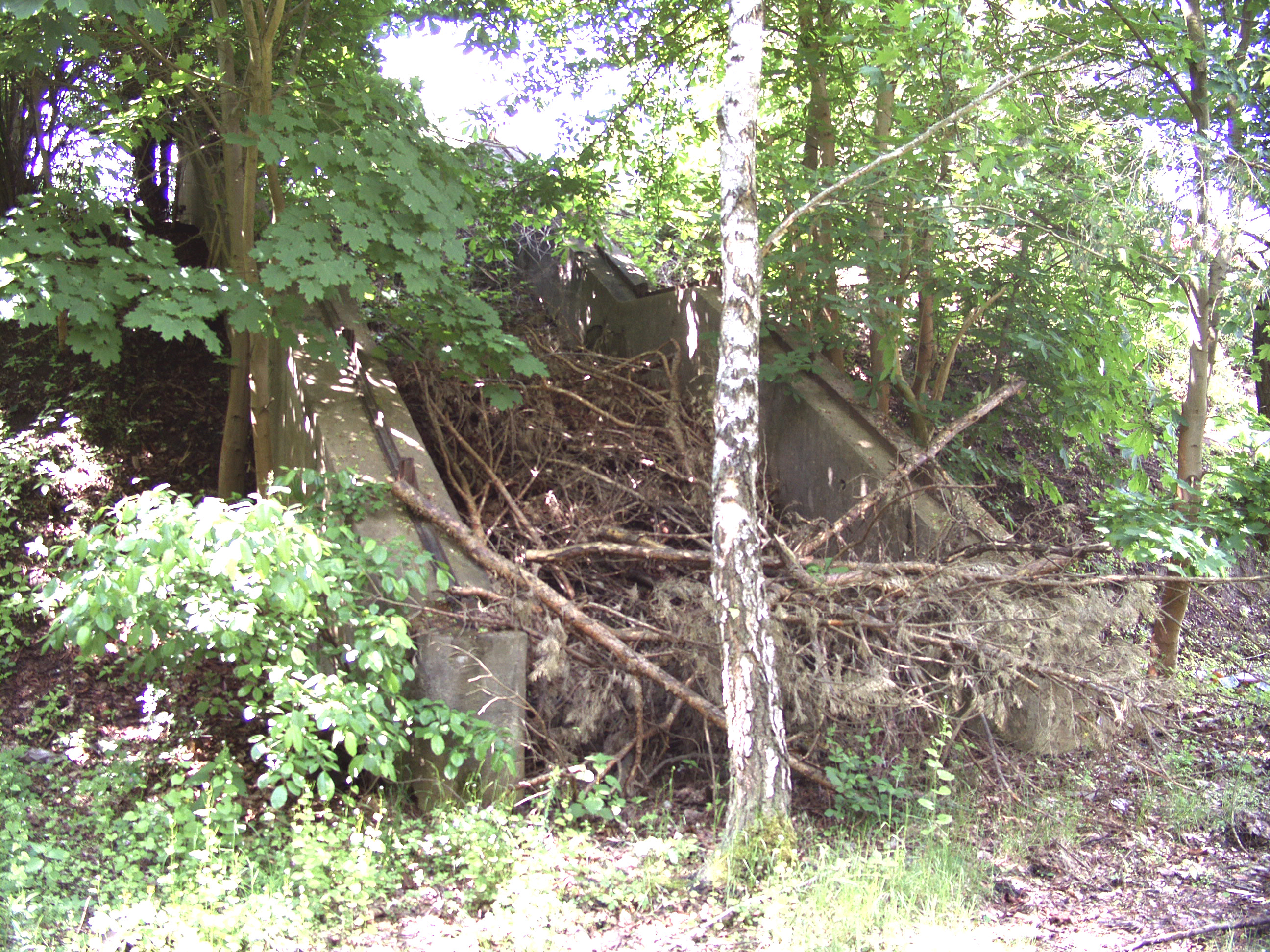
Zugangstreppe zum Bahnsteig in Dreilinden, 2006

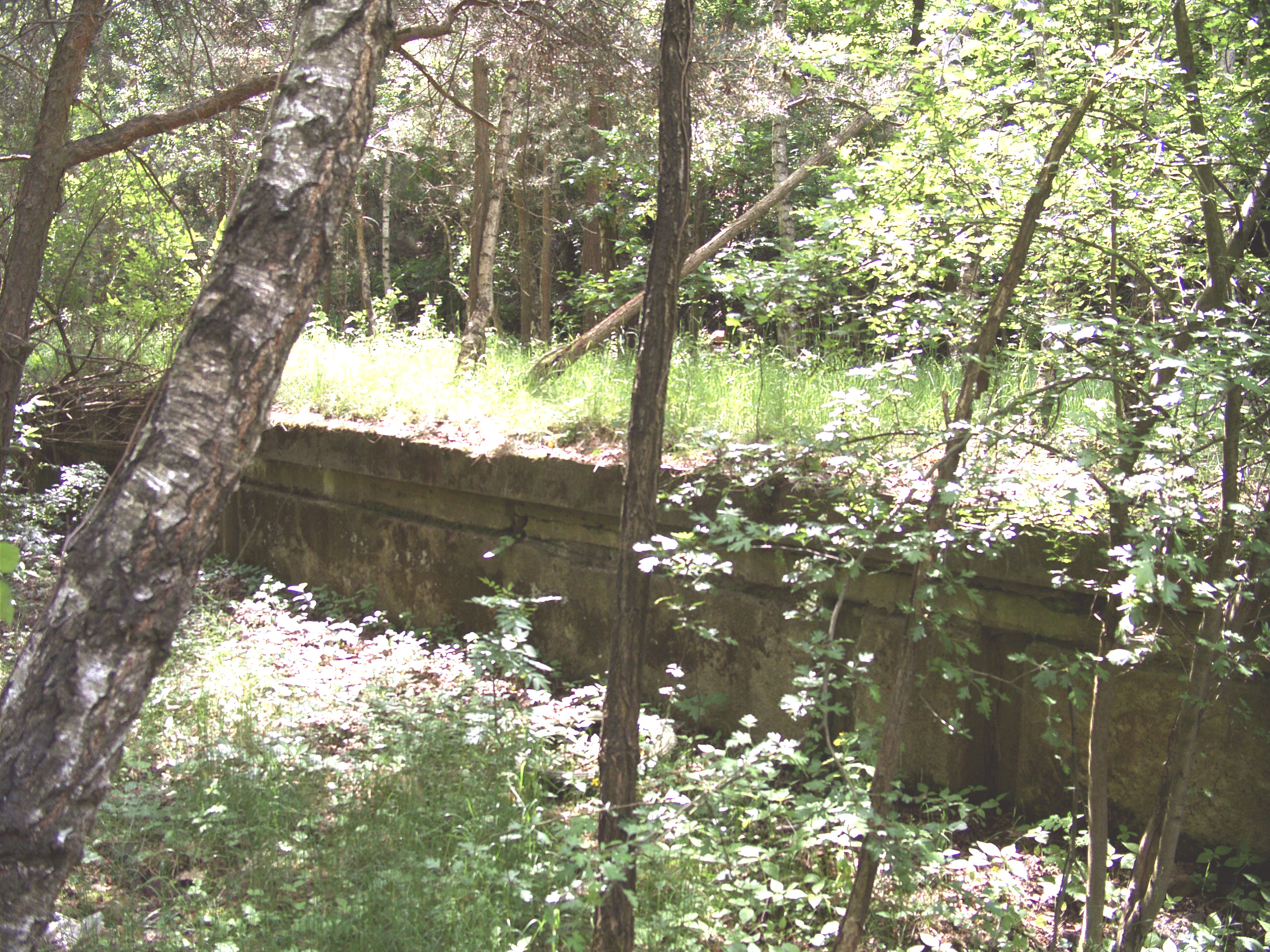
Bahnsteig in Dreilinden, 2006

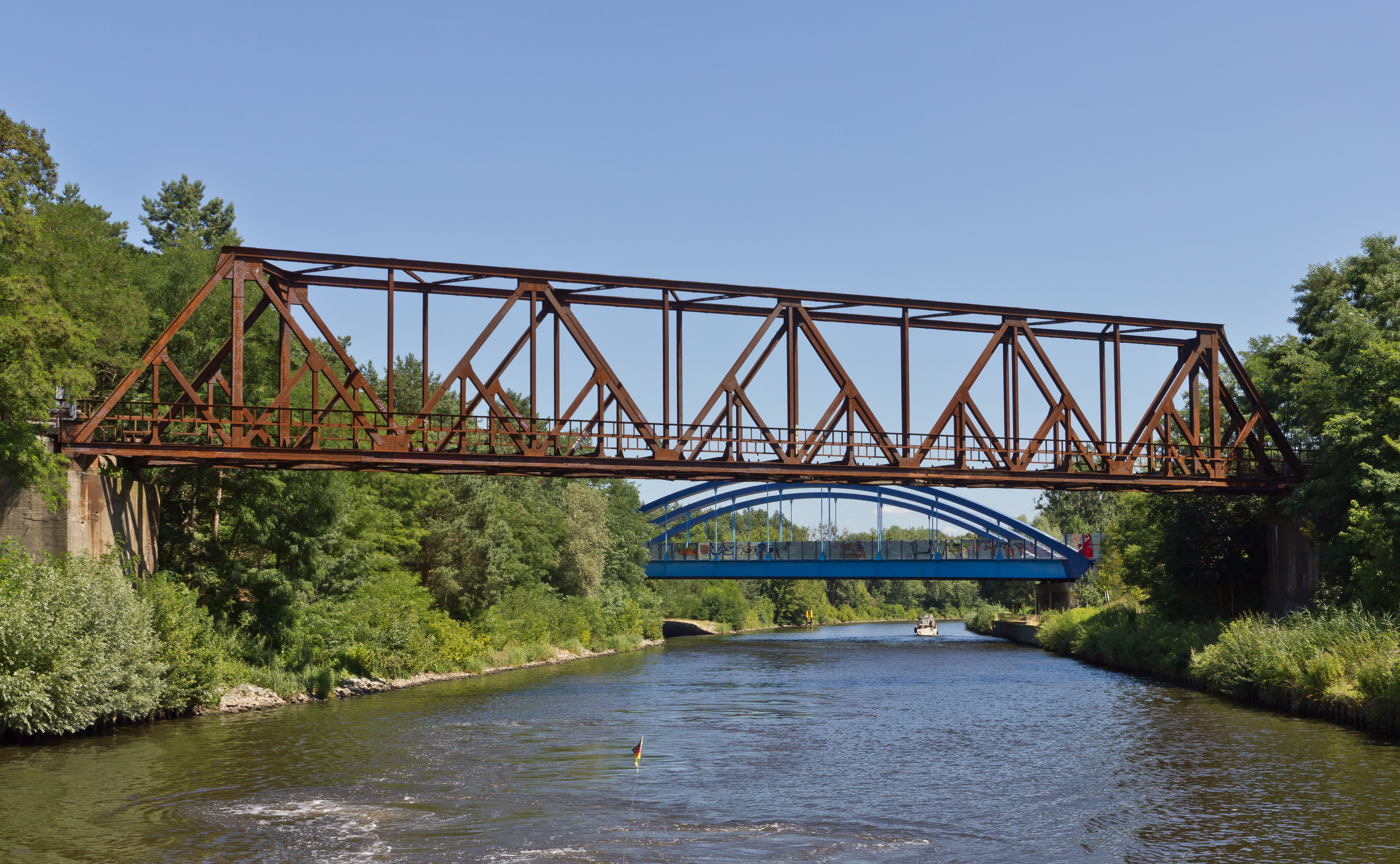
Stillgelegte Brücke der Friedhofsbahn über den Teltowkanal, 2013

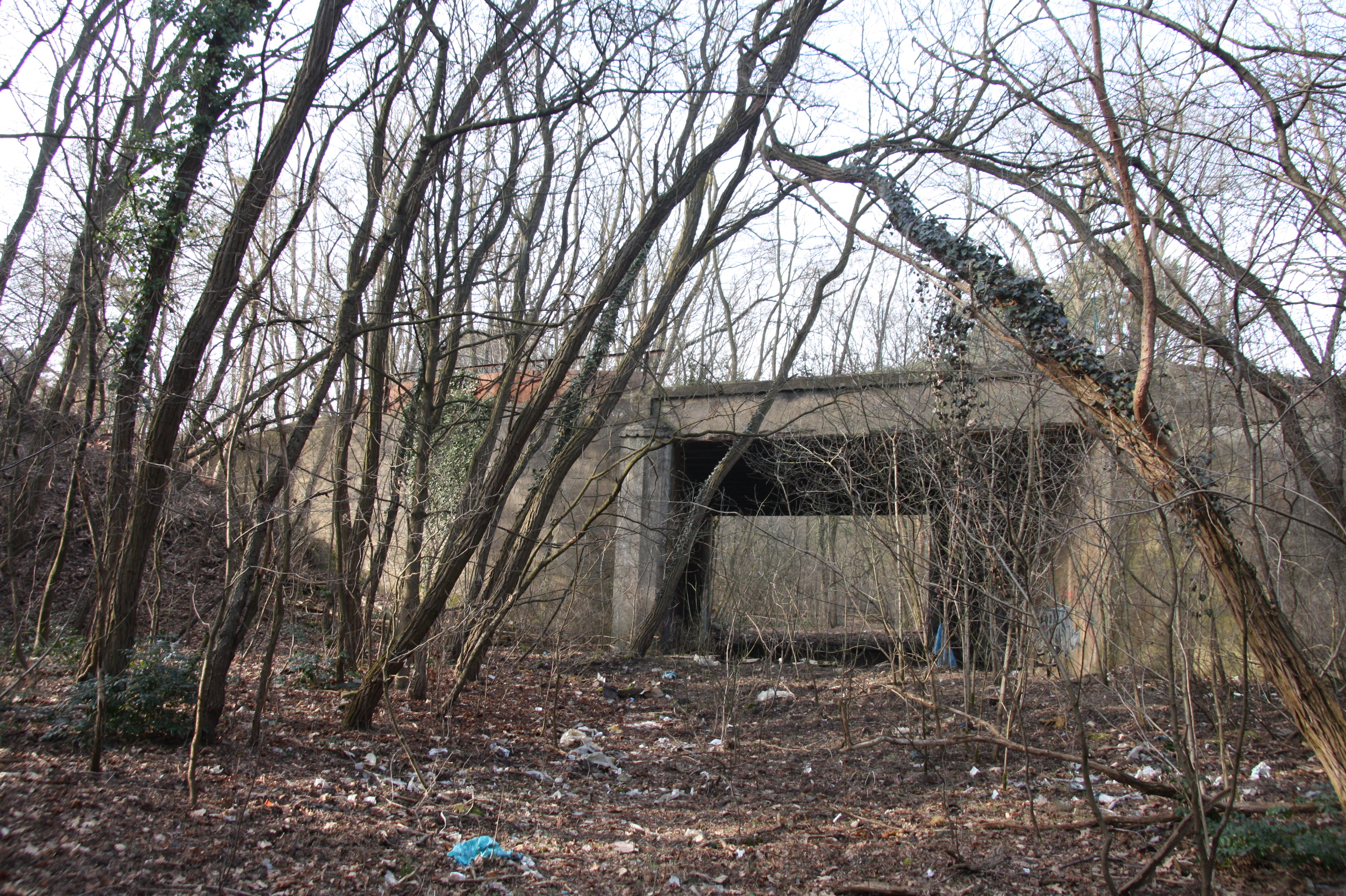
Überführung Alte Potsdamer Landstraße nördlich von Stahnsdorf, 2016

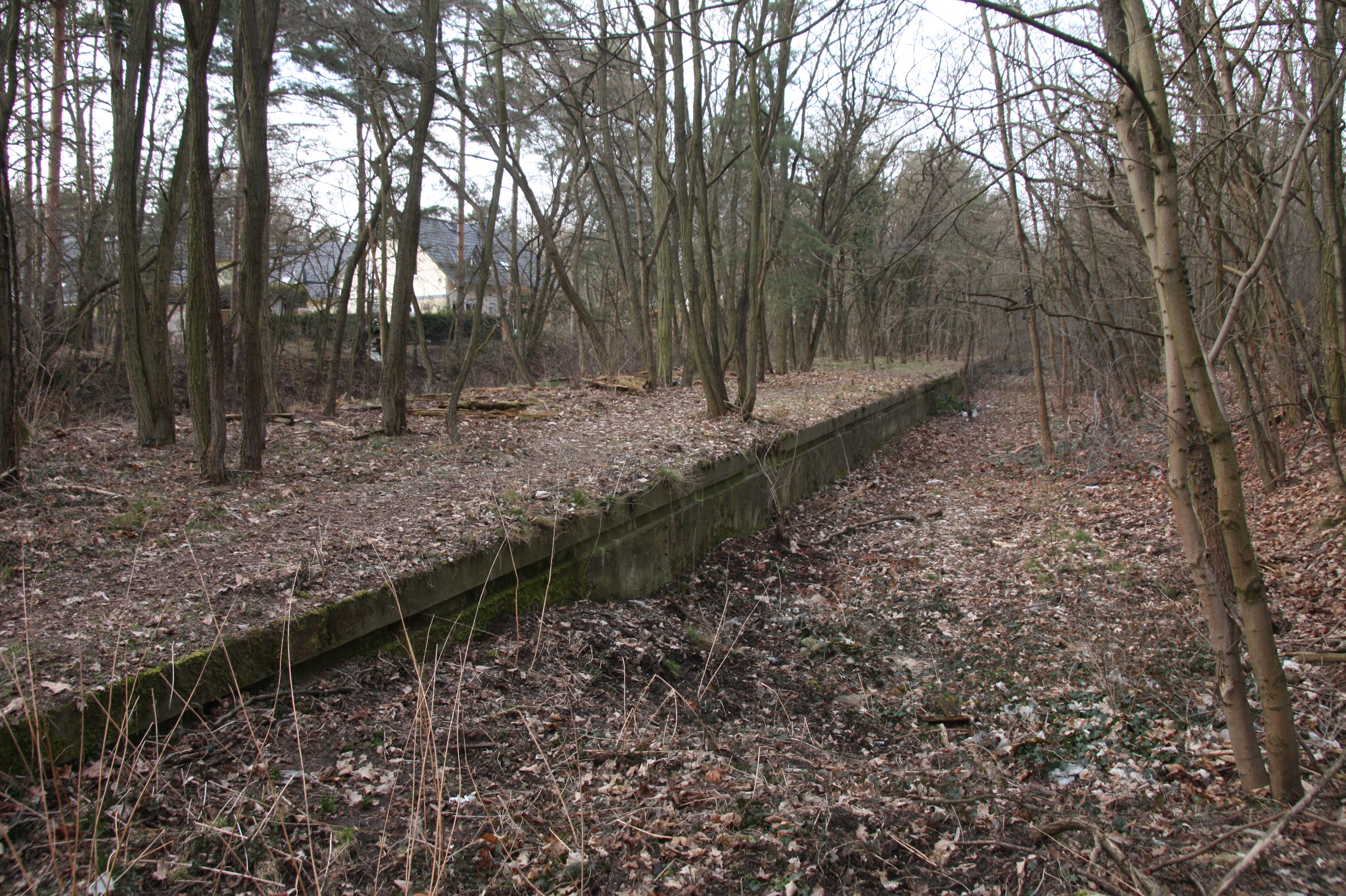
Bahnsteig in Stahnsdorf, 2016

### Bau und Inbetriebnahme
Erste Pläne für einen Eisenbahnanschluss Stahnsdorfs kamen 1872 auf, als die Berlin-Anhaltische Eisenbahn-Gesellschaft eine Zweigbahn von Lichterfelde über Teltow, Stahnsdorf und Potsdam zu einem nicht näher definierten Endpunkt projektierte. Das Vorhaben kam über Vorarbeiten nicht hinaus. Ein weiteres Vorhaben ergab sich nach der Verstaatlichung der Berlin berührenden Eisenbahngesellschaften, wiederum von Lichterfelde nach Potsdam führend. Die Verbindung sollte vor allem dem Anschluss Teltows dienen. Ihre teilweise Realisierung erfolgte in Form der 1888 eröffneten Dampfstraßenbahn Groß-Lichterfelde – Teltow – Stahnsdorf der Centralverwaltung für Secundairbahnen Herrmann Bachstein.
Den Anstoß zum Bau gab der zu Beginn des 20. Jahrhunderts geplante Südwestkirchhof Stahnsdorf. Zuvor hatten sich die Berliner Stadtsynodal- und Parochialverbände per Staatsgesetz vom 18. Mai 1895 verpflichtet, für ausreichende Begräbnisplätze zu sorgen. Da die innerhalb Berlins und den Vororten gelegenen kleineren Friedhöfe auf Dauer nicht genügten, erwarb der Berliner Stadtsynodalverband drei großflächige Grundstücke für einen Ostkirchhof in Ahrensfelde, einen Nordkirchhof in Mühlenbeck und den Südwestkirchhof in Stahnsdorf.
Im November 1902 trat die Berliner Stadtsynode an die preußische Staatsbahnverwaltung heran mit dem Ersuchen der Schaffung einer Eisenbahnlinie von den bestehenden Staatsbahnlinien zum Friedhofsgelände. Als Ausgangspunkt stand schnell der Bahnhof Wannsee fest, da dieser im Geltungsbereich des Berliner Vororttarifs lag und über die Wetzlarer Bahn und Wannseebahn eine schnelle Verbindung zu den wichtigsten Teilen der Diözese in Charlottenburg und dem Berliner Südwesten bot. Die Leichenaufgabe sollte im Ringbahnhof Halensee erfolgen. Die preußische Staatsbahn erklärte sich 1908 zum Betrieb und Unterhalt auf eigene Kosten bereit, sofern die Stadtsynode den Bau und den Grundstückserwerb tragen würde. Am 21. Oktober 1909 kam es zum Vertragsabschluss zwischen der Berliner Stadtsynode und der Königlichen Eisenbahndirektion Berlin. Laut Vertrag hatte die Stadtsynode die Bauausführung selbst zu übernehmen. Die Eisenbahndirektion übernahm die Vorarbeiten, die Herbeiführung der landespolizeilichen Prüfung und die ministerielle Feststellung des ausführlichen Entwurfs auf Rechnung der Synode. Außerdem stand der Direktion das Recht zur unbeschränkten Bauüberwachung zu.
Für den Bau wurden 1,7 Millionen Mark (kaufkraftbereinigt in heutiger Währung: rund 12,2 Millionen Euro) veranschlagt zuzüglich des Grunderwerbs von 660.000 Mark. Die Stahnsdorfer Terraingesellschaft, von der die Stadtsynode das Friedhofsgelände erworben hatte, versprach sich vom Streckenbau eine Aufwertung ihres verbliebenen Geländes und gab daher das Gelände zwischen dem Südwestkirchhof und dem Besitz des Prinzen Friedrich Leopold von Preußen unentgeltlich ab. Zusätzlich leistete die Gesellschaft einen Zuschuss von 630.000 Mark unter der Bedingung, dass in Stahnsdorf ein Anschlussgleis und südlich der Potsdamer Stammbahn ein Haltepunkt zur Erschließung ihrer Kolonie Dreilinden errichtet würden. Prinz Friedrich Leopold gab daraufhin den fehlenden Geländestreifen von Wannsee bis zur Potsdamer Stammbahn ebenfalls kostenlos ab, sodass die Stadtsynode noch 1,07 Millionen Mark aufbringen musste. Mit der Bauausführung beauftragte die Stadtsynode die Berliner Firma Orenstein & Koppel als Generalunternehmer. Die Entwürfe der Ingenieurbauten lieferte der ehemalige Regierungsbaumeister Bruno Schulz, die der Hochbauten der Architekt der Stadtsynode Werner. Die Königliche Eisenbahndirektion Berlin war mit der Prüfung der Entwürfe und der Oberleitung der Bauausführung beauftragt. Die Gesamtkosten beliefen sich schlussendlich auf 1,9 Millionen Mark (kaufkraftbereinigt in heutiger Währung: rund 13,6 Millionen Euro) ohne Grunderwerb, was einem Kilometerpreis von 431.818 Mark entsprach. Der erste Spatenstich fand 1911 statt, am 2. Juni 1913 war die feierliche Eröffnung der eingleisigen Strecke. Der fahrplanmäßige Betrieb begann am Tag darauf. In der Zeit von der Eröffnung des Friedhofs am 1. April 1909 bis zur Streckeninbetriebnahme wurde die Beförderung sowohl der Trauergäste als auch der Verstorbenen mittels Automobil ab Bahnhof Wannsee sichergestellt. Die Strecke befand sich von Beginn an im Geltungsbereich des Berliner Vororttarifs.

### Von der Eröffnung bis zur Schließung
Von Beginn an gab es Forderungen seitens der Stadt Teltow, die Strecke über Teltow nach Lichterfelde Ost zu verlängern. Das Vorhaben scheiterte 1914 aufgrund der ablehnenden Haltung der Staatsbahn. Ende 1914 wurden Pläne zur Elektrifizierung der Strecke als Bestandteil der Stadt-, Ring- und Vorortbahnen bekannt. Die Versorgung sollte versuchsweise mit 1600 Volt Gleichspannung und Stromzuführung über eine seitliche Stromschiene erfolgen. In Wannsee sollte hierfür ein Unterwerk entstehen. Es war der Einsatz eines Probezuges mit vier vierachsigen Triebwagen und sechs Beiwagen vorgesehen.
Während des Ersten Weltkriegs bestanden Pläne der Jüdischen Gemeinde zu Berlin zur Anlage eines Großfriedhofs bei Dreilinden. Der Bahnhof Dreilinden sollte hierfür ähnlich wie Stahnsdorf für den Leichentransport ausgebaut werden. Auf Messtischblättern von 1915 war ferner ein Kreuzungsbahnhof am Schnittpunkt von Friedhofs- und Stammbahn optional eingezeichnet.
Die Strecke erfuhr, verglichen mit anderen Vorortstrecken im Großraum Berlin, eine geringere Nutzung. 1914 zählte man werktags in Dreilinden fünf aussteigende Fahrgäste. In Stahnsdorf Friedhof schwankte ihre Zahl in Abhängigkeit von der Zahl der Beisetzungen zwischen 600 und 1400. Typisch waren hierbei die Zusammenballung der Reisendenzahlen auf wenige Stunden und ein erhöhtes Aufkommen am Buß- und Bettag sowie am Totensonntag. Im Eröffnungsjahr verzeichnete der Bahnhof Stahnsdorf Friedhof an diesem Tag allein 3870 aussteigende Fahrgäste. Im Allgemeinen war an Sonntagen, an denen im Normalfall keine Beisetzungen stattfanden, ein erhöhtes Fahrgastaufkommen im Ausflugsverkehr zu beobachten. Dreilinden zählte an diesen Tagen im Schnitt 20–50 Fahrgäste, Stahnsdorf Friedhof derer 550–1400. Bei einer Zählung aus dem Jahr 1922 ergaben sich für Dreilinden Zahlen von 400 (werktags) beziehungsweise 810 Fahrgäste (sonn- und feiertags), in Stahnsdorf 1100 (werktags) beziehungsweise 4140 Fahrgäste (sonn- und feiertags). Am 4. Mai 1926 verfügte die Reichsbahndirektion Berlin die Umbenennung des Bahnhofs Stahnsdorf Friedhof in Stahnsdorf Reichsbahn.
Infolge des Groß-Berlin-Gesetzes wurde die Landgemeinde Wannsee am 1. Oktober 1920 nach Berlin eingemeindet. Die Stadtgrenze befand sich unmittelbar südlich der Überführung Königsweg. Im Rahmen der Elektrifizierung der Stadt-, Ring- und Vorortbahnen wurde am 10. Juli 1928 der elektrische Betrieb auf der Strecke aufgenommen. Der Fahrstrom wurde anders als sonst üblich über eine separate Rückleiterschiene zurückgeleitet. Ab dem 22. August 1928 fuhren sämtliche Personenzüge elektrisch, wodurch sich die Reisezeit in beiden Richtungen um zwei auf sechs Minuten verkürzte. Der Bahnhof Wannsee erhielt gleichzeitig einen dritten Mittelbahnsteig, was die vollständige Trennung des Stadt- und Vorortverkehrs vom Fern- und Güterverkehr ermöglichte. Die Züge der Friedhofsbahn wurden fortan an den beiden mittleren Vorortgleisen abgefertigt, an denen auch die Züge der Wannseebahn hielten. Der alte Stadtbahnsteig, an dem die Züge zuvor hielten, diente künftig ausschließlich den Dampfzügen auf der Wetzlarer Bahn. Die Fahrgastzahlen stiegen infolge der Elektrifizierung weiter an. Im gesamten Jahr 1929 verzeichneten die Bahnhöfe Dreilinden und Stahnsdorf Reichsbahn 66.000 beziehungsweise 460.000 abgefahrene Fahrgäste; 1934 waren es bereits 120.000 beziehungsweise 692.000.
Die „Germania“-Planungen sahen den zweigleisigen Ausbau der Friedhofsbahn und ihre Verlängerung von Stahnsdorf über Teltow nach Lichterfelde Süd an der Anhalter Vorortbahn vor. Von 1938 bis 1942 wurden hierzu Erdarbeiten an der künftigen Trasse durchgeführt, deren Verlauf im Straßenbild noch teilweise erkennbar ist. An der bestehenden Strecke selbst fanden keine Arbeiten statt. Ab etwa 1940 kreuzte die Reichsautobahnstrecke 51 (heutige Bundesautobahn 115) die Friedhofsbahn zwischen Königsweg und Stammbahn.
In den letzten Kriegstagen wurde die Eisenbrücke über den Teltowkanal gesprengt, Spuren der Kampfhandlungen sind noch am südlichen Brückenwiderlager zu erkennen. Mit der Besatzung Deutschlands durch die Siegermächte befand sich der in Groß-Berlin gelegene Streckenabschnitt im Amerikanischen Sektor. Dreilinden und Stahnsdorf befanden sich in der Sowjetischen Besatzungszone, aus der 1949 die Deutsche Demokratische Republik (DDR) hervorging. Der S-Bahn-Verkehr konnte ab dem 17. September 1945 bis Dreilinden wieder aufgenommen werden. Ab November 1945 begannen die Wiederaufbauarbeiten an der Brücke, die sich über mehrere Jahre hinzogen. Da der Südwestkirchhof bis auf eine neu eingerichtete Buslinie vom öffentlichen Nahverkehr abgeschottet war, ließ die Deutsche Reichsbahn eine Behelfsbrücke neben der Eisenbahnbrücke errichten, sodass die Fußgänger über das unbenutzte Streckengleis nach Stahnsdorf laufen konnten. Am 27. Mai 1948 konnten die Züge wieder bis Stahnsdorf durchfahren. Der Zusatz Reichsbahn am Bahnhof Stahnsdorf entfiel mit dem gleichen Tag.
Ab dem 1. Juni 1952 war es den West-Berlinern untersagt, ohne gültigen Passierschein in die DDR einzureisen. In Dreilinden fanden daher Grenzkontrollen statt, um die Reisedokumente der Fahrgäste zu überprüfen, aber auch den Schmuggel von Waren zu unterbinden. Diese Kontrollen betrafen auch die Güter- und Leichentransporte in Stahnsdorf.
Beisetzungen und Besuche auf dem Südwestkirchhof waren damit für die Bewohner West-Berlins fast unmöglich geworden. Nachdem die Bewohner Kleinmachnows und Stahnsdorfs im Januar 1953 auf West-Berlin umfahrende Omnibuslinien verwiesen worden waren, stellte die Reichsbahn den Zugverkehr am 19. Januar 1953 ein. Als offiziellen Grund nannte sie Bauarbeiten, dennoch wurden weder die Gleis- und Streckenanlagen noch die Bahnhöfe baulich verändert. Auf Drängen der Evangelischen Kirchengemeinde nahm die Reichsbahn am 11. September 1954 den Betrieb wieder auf. Mit dem Bau der Berliner Mauer wurde der Zugverkehr in der Nacht zum 13. August 1961 eingestellt und das Streckengleis 300 Meter nördlich von Dreilinden unterbrochen.

### Zeit nach der Außerbetriebnahme
Ab 1963 wurden die in der DDR gelegenen Gleisanlagen für die Verwendung an anderer Stelle abgebaut. Das Bahnhofsgebäude in Dreilinden wurde etwa zur gleichen Zeit abgerissen. Durch die Verlegung der DDR-Kontrollstelle Drewitz und der West-Berliner Kontrollstelle Dreilinden im Jahr 1969 wurde die heutige Bundesautobahn 115 nach Südosten verlegt und die Trasse der Friedhofsbahn dadurch zusätzlich unterbrochen. Das Empfangsgebäude des Bahnhofs Stahnsdorf diente bis 1973 als Lager. Nach der Sprengung 1976 verfüllte man mit dem Bauschutt den Fußgängertunnel.
Auf West-Berliner Seite blieb das Streckengleis zunächst erhalten. Die Reichsbahn nutzte die Rampe südlich des Bahnhofs Wannsee vereinzelt für Rangierfahrten zwischen dem S-Bahnhof und dem Fernbahnhof. Nach der Übergabe der Betriebsrechte an die Berliner Verkehrsbetriebe im Januar 1984 beabsichtigten diese die Nutzung der Strecke bis Königsweg als Testgleis. Der bauliche Zustand der Strecke ließ die Pläne schnell Makulatur werden. Um das Gelände für Wanderer begehbar zu machen, ließ die Berliner Forstverwaltung 1986/87 das Streckengleis samt Schwellen, Stromschiene, Rückleiterschiene und Befestigungen abbauen und die Brücken über den Kurfürsten- und Gestellweg abreißen. Im Jahr 1992 musste in Höhe des Betriebswerks Wannsee das Überführungsbauwerk mit der Bahnstrecke Berlin–Blankenheim, aufgrund deren Elektrifizierung, abgerissen werden. Die Widerlager blieben erhalten.
Der deutsch-deutsche Einigungsvertrag sah vor, dass „Bahnstrecken, die durch den Mauerbau unterbrochen wurden, wieder hergestellt werden“, doch gibt es zur Wiedereröffnung der Friedhofsbahn keine konkreten Pläne. Zusätzlich wurde auch eine Verlängerung über Stahnsdorf hinaus bis an die 2005 eröffnete S-Bahn-Strecke nach Teltow in Betracht gezogen, wofür Pläne bereits zur Zeit des Nationalsozialismus bestanden und in Teilen eine Trasse freigehalten wurde. Eine andere Alternative wäre eine teilweise Wiedereröffnung der Stammbahn von Zehlendorf bis Dreilinden, von wo dann die Strecke über die Trasse der Friedhofsbahn bis nach Stahnsdorf geführt werden könnte.
Ab 1991 klagte die Evangelische Kirche in Berlin-Brandenburg auf Wiederherstellung der Strecke. Die Kirchenleitung wurde bei ihrer Forderung durch die Gemeinde Stahnsdorf unterstützt, deren Einwohnerzahl von ehemals 8.154 im Jahr 1989 auf rund 14.100 Ende 2009 gestiegen war. Die 13. Kammer des Verwaltungsgerichts Berlin wies die Klage ab. Mit Urteil vom 22. Dezember 2010 wurde festgestellt, dass die evangelische Kirche aus dem 1909 mit der preußischen Eisenbahnverwaltung geschlossenen Vertrag über den Bau einer Bahn von Wannsee nach Stahnsdorf keinen Anspruch auf Wiederherstellung der 1961 stillgelegten Bahnstrecke habe. Der Anspruch aus dem vor hundert Jahren geschlossenen Vertrag bezieht sich nur auf den Verschleiß, doch Stilllegung und Demontage beruhten auf einer politisch begründeten Entscheidung der DDR-Führung. Auch Schadenersatzansprüche gegen die Bahn sind erfolglos geblieben, da seinerzeit die Grundstücksübereignung Grundlage für den Betrieb war, wobei die Bahn den Betrieb aufgenommen und durchgeführt hat. Das Urteil ist rechtskräftig, nachdem das Oberverwaltungsgericht mit Beschluss vom 4. Mai 2012 den Antrag der Evangelischen Landeskirche Berlin-Brandenburg auf Zulassung der Berufung abgelehnt hat.

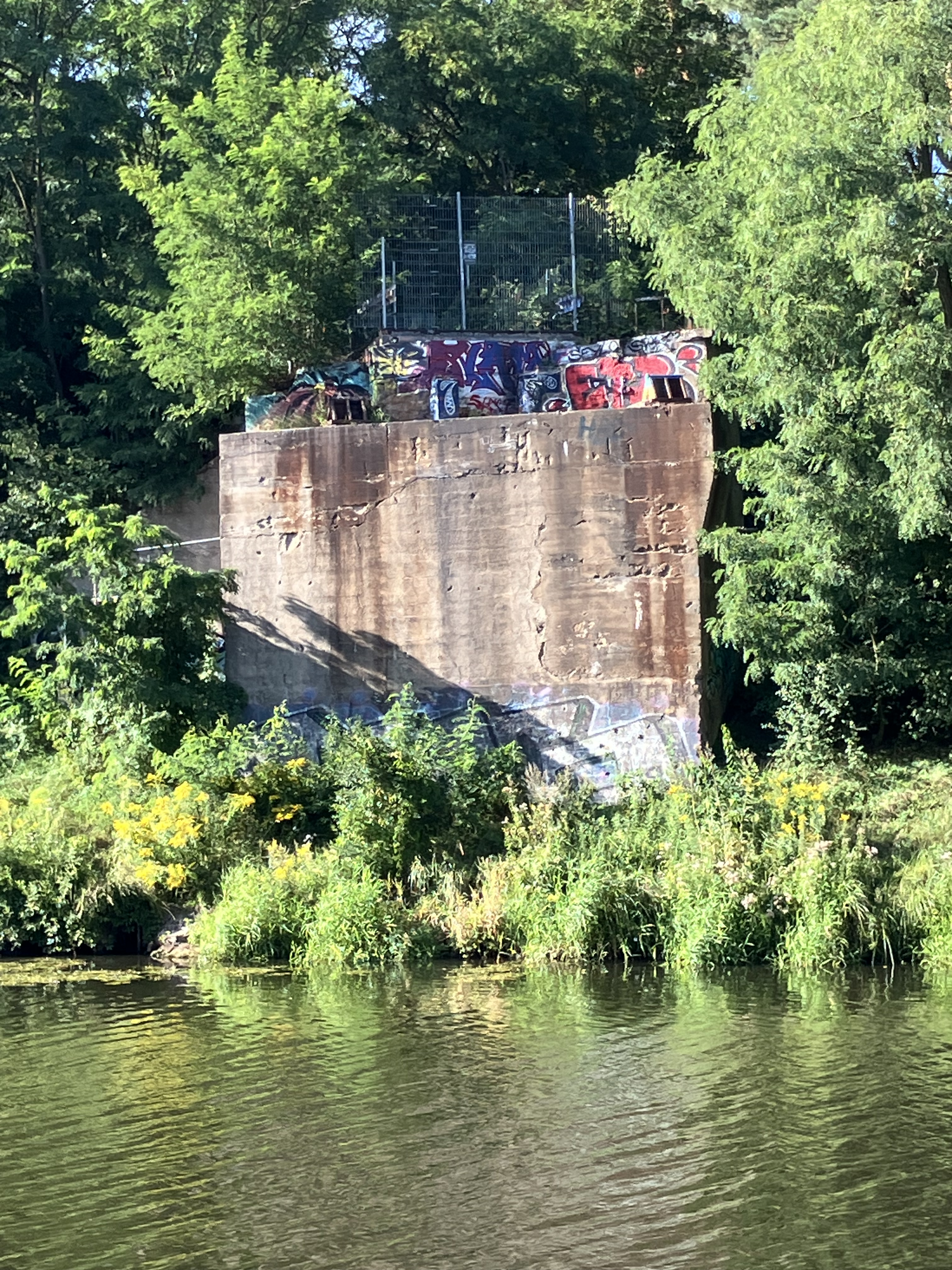
Nördliches Widerlager der Brücke über den Teltowkanal, 2024

Ende 2013 gab die Deutsche Bahn bekannt, die Eisenbahnüberführung über den Teltowkanal zeitnah abreißen zu lassen. Die Stahlfachwerkbrücke mit einer Spannweite von 62 Metern galt als nicht mehr verkehrssicher. Eine rund 75.000 m² große Fläche der Bahntrasse in den Brandenburger Gemeinden Kleinmachnow und Stahnsdorf einschließlich der Brücke über den Teltowkanal bot das Unternehmen im Frühjahr 2014 zum Kauf an. Rund 10 Hektar der Bahnfläche wurden Ende 2016 an die Gemeinden Kleinmachnow und Stahnsdorf verkauft, diese wollen die Flächen für eine mögliche Wiederinbetriebnahme sichern. Der Aushub des Brückenüberbaus mithilfe eines Schwimmkrans erfolgte schließlich im November 2018, die beiden Widerlager bleiben zunächst erhalten.
Im Jahr 2016 erstellte DB Engineering & Consulting im Auftrag der Gemeinden Teltow, Kleinmachnow und Stahnsdorf eine Machbarkeitsstudie für die Verbindung von Wannsee über die Friedhofsbahn bis nach Teltow. Dabei wurde die Strecke in drei zu untersuchende Abschnitte unterteilt. Abschnitt 1 umfasst eine vier Kilometer lange Verlängerung vom S-Bahnhof Teltow nach Stahnsdorf Bahnhof Sputendorfer Straße mit Baukosten in Höhe von etwa 53–57 Millionen Euro, die maßgeblich durch weitere nötige Unterwerke hervorgerufen werden. Als Abschnitt 2 wurde der Wiederaufbau der eigentlichen Friedhofsbahn bezeichnet. Hierfür wären unter anderem neue und deutlich erhöhte Brückenbauwerke über den Teltowkanal und die verlegte Autobahntrasse nötig. Die für diesen fünf Kilometer langen Abschnitt nötigen Kosten wurden mit mindestens 81 Millionen Euro angegeben. Der letzte und pro Kilometer teuerste Abschnitt 3 würde eine Länge von zwei Kilometer umfassen und soll mindestens weitere 59 Millionen Euro kosten. Diese resultieren unter anderem aus den nötigen Entschädigungszahlungen für zu enteignende Grundstücke sowie dem aufgrund des Lärmschutzes vorgesehenen Bau in Troglage. Die Studie umfasst eine eingleisige Strecke mit zwei Kreuzungsmöglichkeiten für einen 20-Minuten-Takt sowie drei S-Bahnhöfen (Kleinmachnow-Dreilinden, Stahnsdorf Potsdamer Allee, Stahnsdorf Sputendorfer Straße). Sofern das Land Brandenburg als Besteller den Auftrag für einen oder mehrere Abschnitte geben sollte, ist bis zur jeweiligen Eröffnung eines Abschnitts, aufgrund der langwierigen Genehmigungs- und Planungsprozesse, mit einem Zeitraum von zehn Jahren pro Abschnitt zu rechnen.
Ein Ringschluss mit der Bahnstrecke Berlin-Lichterfelde Süd–Teltow Stadt ist langfristig geplant.
Wanderungen entlang der ehemaligen Friedhofsbahn werden vom Verein Berliner Unterwelten in unregelmäßigen Abständen angeboten.

## Verkehr

### Personenverkehr
Der erste Fahrplan sah werktags zehn und sonntags 16 Zugpaare auf der Strecke vor. Diese fuhren mittags und nachmittags im Stundentakt und benötigten für die vier Kilometer acht Minuten. Die Züge fuhren über die Stadtbahn von und nach Erkner beziehungsweise Friedrichshagen. Nach einem kurzen Rückgang ab dem Ende des Ersten Weltkriegs auf sieben Zugpaare werktags und neun Zugpaare sonntags stiegen die Zahlen Anfang der 1920er Jahre wieder an. Der Sommerfahrplan 1922 führt sonntags 26 Zugpaare auf, die bis Mittag stündlich und darüber hinaus halbstündlich verkehrten. Da das Fahrgastaufkommen außerhalb der Bestattungszeiten jedoch vergleichsweise gering war, fuhren zwischen 14. Juli 1925 und 15. Mai 1926 die Züge außerhalb der Stoßzeiten nur zwischen Wannsee und Stahnsdorf.
Mit Aufnahme des elektrischen Betriebs am 10. Juli 1928 setzte die Reichsbahn zunächst sechs Umläufe zwischen Friedrichshagen und Stahnsdorf ein. Der Fahrplan vom 22. August 1928 sah auf der Strecke einen halbstündlich verkehrenden Pendelzug zwischen Wannsee und Stahnsdorf mit Anschluss von und nach den Stadtbahnzügen vor. Mit dem Fahrplan vom 20. März 1929 passte die Reichsbahn die Fahrzeiten dem elektrischen Betrieb an, sie reduzierte sich auf sechs Minuten zwischen beiden Endbahnhöfen. Gleichzeitig kam an Sonntagen ein zweiter Pendelzug zum Einsatz, um die Taktfolge auf dieser Zuggruppe M auf 20 Minuten zu verdichten. Bei Bedarf fuhr sonntags auch die Zuggruppe GII zwischen Mahlsdorf und Stahnsdorf, die Zuggruppe M entfiel dann. Ab dem 22. Mai 1937 fuhr die Zuggruppe M auch werktags im 20-Minuten-Takt. Ab dem 1. Februar 1941 entfiel die Zuggruppe GII, der Fahrplan auf der Zuggruppe galt einheitlich werk- und sonntags bis etwa 1945.
Die ersten Züge ab dem 17. September 1945 fuhren zunächst stündlich auf der Relation zwischen Potsdamer Ringbahnhof und Dreilinden. Ab dem 27. Juli fuhren die Züge alle 40 Minuten, gleichzeitig wurde die Zuggruppe über den Nordsüd-S-Bahn-Tunnel bis Friedrichstraße verlängert. Ab dem 16. November 1947 verkehrte diese Zuggruppe 1 zwischen Stettiner Bahnhof und Dreilinden. Nach der Wiederinbetriebnahme der Teltowkanalbrücke konnten die Züge ab dem 27. Mai 1948 bis Stahnsdorf durchfahren. Das nördliche Ziel war ab dem 6. Juni 1948 Birkenwerder. Um auf der Strecke nicht ganztägig Vollzüge einsetzen zu müssen, fuhr ab dem 8. Februar 1950 nur noch ein Halbzug als Zuggruppe 6 zwischen Wannsee und Stahnsdorf, der Zugabstand blieb bei 40 Minuten. Ab Mai 1951 bestand auf der Strecke wieder ein 20-Minuten-Takt. Nach der Wiederaufnahme des Verkehrs im September 1954 fuhr zunächst ein Zug im Halbstundentakt. Ab Anfang 1955 fuhren zwei Viertelzüge im Abstand von 20 Minuten.

### Güterverkehr und Leichentransport
Für die Beförderung der Leichen richtete die Königliche Eisenbahndirektion Berlin an der Paulsborner Straße am Bahnhof Halensee eine Sammelstelle ein, wo die Särge in gedeckte Güterwagen verladen wurden. Diese wurden von Halensee nach Wannsee überführt und dort in die planmäßigen Güterzüge nach Stahnsdorf eingespannt. Zwischen Wannsee und Stahnsdorf fuhr planmäßig ein Güterzugpaar. Anfangs betrug das tägliche Aufkommen etwa zehn Leichen, für die 1930er Jahre rechnete man mit täglich etwa 60 Leichen. Die Beförderungskosten waren in den Bestattungskosten mit enthalten und betrugen anfangs 5–15 Mark für Kinder und 20 Mark für Erwachsene.
Für den Bau der Nord-Süd-Achse sollten ab Ende der 1930er Jahre mehrere Berliner Friedhöfe entwidmet werden. Im Vorfeld wurden insgesamt 15.000 Grabanlagen des Alten und Neuen St.-Matthäus-Kirchhofs sowie des Neuen Zwölf-Apostel-Kirchhofs vermessen, abgebaut und per Bahn nach Stahnsdorf abtransportiert. Im Laufe des Zweiten Weltkrieges endeten die Umbettungen.
Die Leichensammelstelle an der Paulsborner Straße in Halensee wurde im Zweiten Weltkrieg zerstört. Die Reichsbahn richtete in der Markgraf-Albrecht-Straße südlich des Bahnhofs Charlottenburg eine Leichensammelstelle ein, von wo aus die Särge per Lastkraftwagen nach Stahnsdorf transportiert wurden. Ab dem 29. August 1946 wurde eine neue Leichensammelstelle im Güterbahnhof Steglitz eingerichtet. Die Särge fuhren bis zur Wiederinbetriebnahme der Teltowkanalbrücke mit der Bahn bis Bahnhof Drewitz und von dort mittels Lastkraftwagen zum Friedhof. Ab 1948 fanden die Leichentransporte wieder bis Stahnsdorf statt.
Mit der 1952 getroffenen Regelung, dass West-Berliner nicht mehr in die DDR einreisen durften, ging das Aufkommen in Stahnsdorf stark zurück. Beisetzungen von West-Berlinern waren nur mit Einwilligung aus der DDR gestattet oder wenn Angehörige in der DDR wohnhaft waren. Nach dem Mauerbau wurde Drewitz als Ausweichbahnhof bestimmt, auch hier musste bei Überführungen eine Zustimmung seitens der DDR-Behörden vorliegen.
 (gleicher Zweck, ebenfalls kriegszerstört)